# Ed Gregory
Ed Gregory, né le 28 octobre 1931, à Memphis, au Tennessee, est un ancien entraîneur et dirigeant américain de basket-ball.